# Unfinished Business (album d'EPMD)
Pour les articles homonymes, voir Unfinished Business.
Albums de EPMD
Strictly Business
(1988) Business as Usual
(1989)
Singles
1. So Wat Cha Sayin'
Sortie : 1989

Unfinished Business est le deuxième album studio d'EPMD, sorti le 1er août 1989.
L'album s'est classé 1er au Top R&B/Hip-Hop Albums et 53e au Billboard 200 et a été certifié disque d'or par la Recording Industry Association of America (RIAA) le 16 octobre 1989.
En 1998, le magazine The Source l'a inclus dans sa liste de « 100 meilleurs albums de rap ». 

## Liste des titres
| No  | Titre                                         | Contient un (des) sample(s) de | Durée |
| --- | --------------------------------------------- | --- | ----- |
| 1.  | So Wat Cha Sayin'                             | If It Don't Turn You on (You Oughta Leave It Alone) du B.T. Express One Nation Under a Groove de Funkadelic Fairplay de Soul II Soul So Amazing de Luther Vandross Public Enemy No. 1 de Public Enemy | 4:15  |
| 2.  | Total Kaos                                    | I Bet You de Funkadelic Impeach the President des Honey Drippers Fly Like an Eagle du Steve Miller Band Soul Power de James Brown Strictly Business d'EPMD                                            | 4:00  |
| 3.  | Get the Bozack                                | Everything Good to You (Ain't Always Good for You) du B.T. Express You're a Customer d'EPMD | 4:05  |
| 4.  | Jane II                                       | Papa Was Too de Joe Tex Jane d'EPMD | 3:15  |
| 5.  | Please Listen to My Demo                      | Riding High de Faze-O | 2:40  |
| 6.  | It's Time to Party                            | Love Is the Message de MFSB I Had to Say It de Millie Jackson The Bottle de Gil Scott-Heron et Brian Jackson                                                                                          | 4:31  |
| 7.  | Who's Booty                                   | Same Beat de Fred Wesley and The J.B.'s Gentle (Calling Your Name) de Frederick featuring Janice Dowlen Loose Booty de Funkadelic Think (About It) de Lyn Collins                                     | 4:10  |
| 8.  | The Big Payback                               | The Payback de James Brown Baby, Here I Come de James Brown Soul Power de James Brown Beats to the Rhyme de Run–D.M.C. Yo! Bum Rush the Show de Public Enemy                                          | 4:15  |
| 9.  | Strictly Snappin' Necks                       | You're a Customer d'EPMD Strictly Business d'EPMD Extrait de la bande-annonce du film Les Dents de la mer 2 L'eggo My Eggo (extrait d'une publicité d'Eggo)                                           | 4:20  |
| 10. | Knick Knack Patty Wack (featuring K-Solo)     | Woman to Woman de Joe Cocker This Old Man (traditionnel) | 5:50  |
| 11. | You Had Too Much to Drink (featuring Frank-B) | | 5:10  |
| 12. | It Wasn't Me, It Was the Fame                 | People Make the World Go Round des Stylistics Fame de David Bowie | 6:00  |